# Porcieu-Amblagnieu
Porcieu-Amblagnieu este o comună în departamentul Isère din sud-estul Franței. În 2009 avea o populație de 1.556 de locuitori.

## Evoluția populației
| An        | 1975  | 1982  | 1990  | 1999  | 2006  | 2009  |
| --------- | ----- | ----- | ----- | ----- | ----- | ----- |
| Populație | 1.096 | 1.099 | 1.086 | 1.251 | 1.445 | 1.556 |